# ВЕЦ „Кричим“
Вижте пояснителната страница за други значения на Кричим.
ВЕЦ „Кричим“ е водноелектрическа централа в южна България, разположена в землището на град Кричим. Тя е част от последното стъпало на Каскадата „Доспат-Въча“, собственост на Националната електрическа компания.
Централата е в експлоатация от 1973 година и използва част от водите на язовир „Кричим“ – по отделна деривация друга част преминава през ВЕЦ „Въча 2“ и ВЕЦ „Въча 1“. Главната ѝ деривация започва от водовземна кула в язовира, преминава през напорен тунел с дължина 3,8 километра и диаметър 4,4 метра до открита подземна водна кула с височина 50 метра и оттам се подава към апаратната камера на централата по напорен тръбопровод.
ВЕЦ „Кричим“ има 2 френсисови турбини с обща инсталирана мощност 80 MW и капацитет 60 m³/s при среден нетен пад от 162 метра. Средното годишно производство на електроенергия през 1973 – 2009 година е 165 GWh.
Обработените от централата води се подават към дневен изравнител, откъдето отиват към напоителна система, използваща и водите от Баташкия водносилов път.